# Fauna de Azerbaiyán

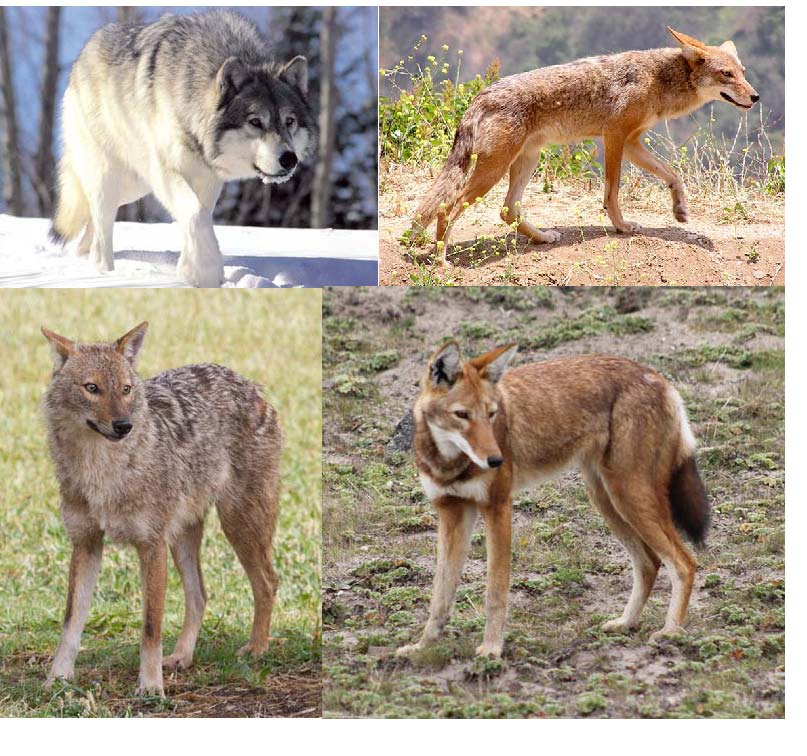
Canis lupus

La fauna de Azerbaiyán consta de varios miembros del reino animal que habitan en ecosistemas marinos, costeros, forestales, alpino, subalpino, de tierras bajas y desiertos. Más de 100 especies de animales son endémicas de Azerbaiyán.
En el «Libro rojo» de la República de Azerbaiyán constan 108 especies de animales, incluyendo 14 especies de mamíferos, 357 especies de aves, 13 especies de reptiles y anfibios, 5 especies de peces y 30 especies de insectos.

## Especies
En Azerbaiyán existen 107 especies de mamíferos, 357 especies de aves, 67 especies de reptiles y anfibios, 97 especies de peces y más de 15 000 especies de invertebrados.
El símbolo de la fauna azerbaiyana es el caballo de Karabakh estepario.

### Aves
En Azerbaiyán habitan más de 300 especies de aves de 60 familias distintas: águila real, pequeños pájaros coloridos, chocha perdiz, pato, ganso, cisne, etc. Alrededor del 40 % de ellos habitan en Azerbaiyán todo el año, y 27 % sólo en invierno. El invierno en Azerbaiyán no es frío, por lo que muchas aves en invierno migran a Azerbaiyán desde el norte. Aves acuáticas se reúnen en los pantanos, regiones costeras e interiores de Azerbaiyán.
El águila real es el ave que habita en las montañas altas.

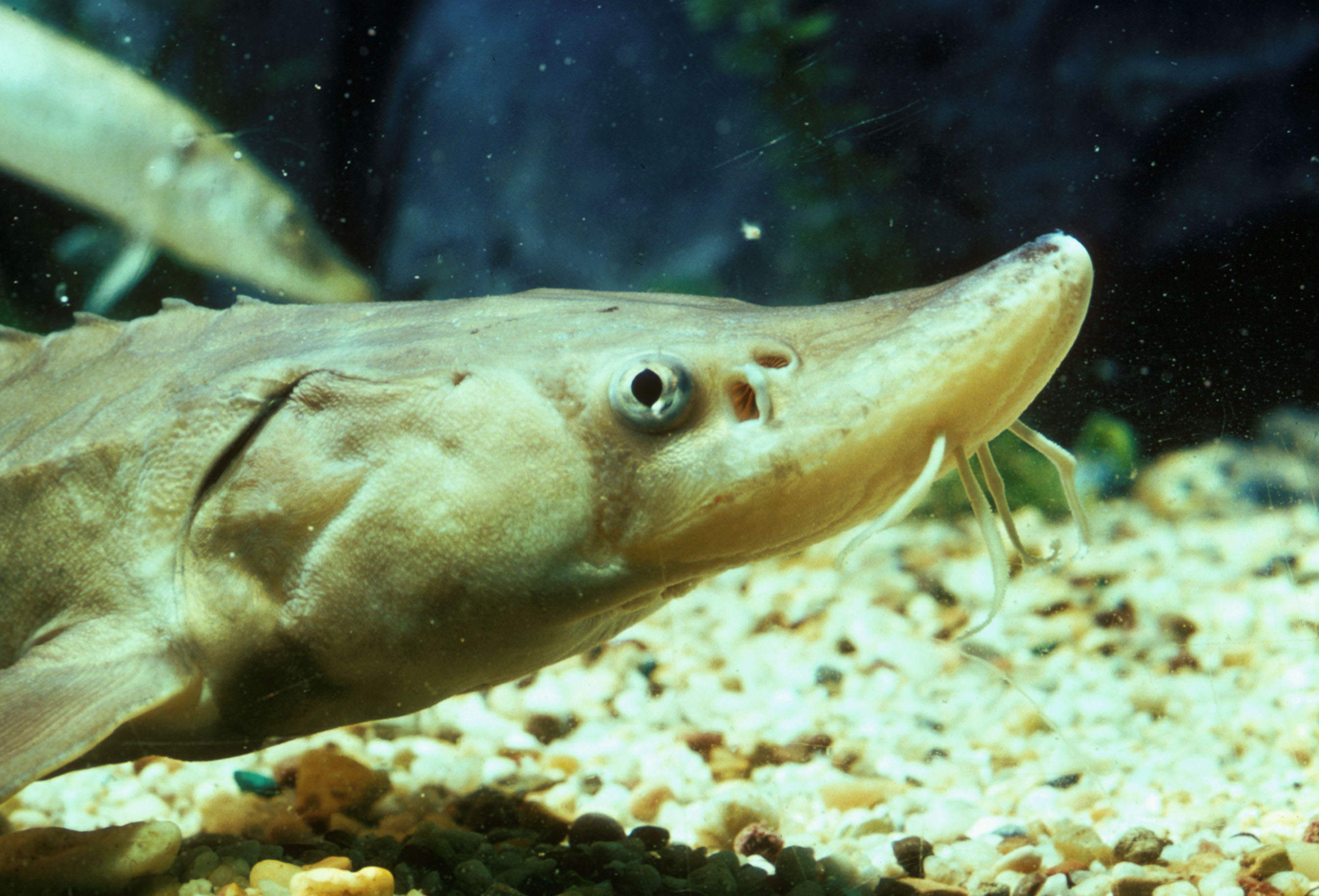
Еsturión

El urogallo del Cáucaso habita en las zonas subalpinas del Gran Cáucaso y Cáucaso Menor.

### Peces
En aguas dulces del país y en el mar Caspio habitan 97 especies de peces. La mayoría de ellos habitan en el río Kurá, algunos lagos alrededor y el embalse de Mingechaur. La mayoría de los peces que habitan allí son anádromos o semianádromos.
Entre los peces anádromos más importantes están los salmones, los esturiones y la beluga. Además, en las masas de agua se encuentran los besugos, las carpas, el kutum y otros.

### Mamíferos
En Azerbaiyán habitan alrededor de 107 especies de mamíferos. Las especies más comunes son la cabra del Cáucaso y el muflón Cáucaso-occidental, que habitan en Najichevan y el Cáucaso occidental. Las gacelas se encuentran entre los mamíferos más raros en el Cáucaso; estas habitan en la región Shirvan de Azerbaiyán. Habitan muflones en las llanuras todo el año. El leopardo del Cáucaso es uno de los animales más raros en el mundo; habita en las montañas del Cáucaso del sur, la cordillera de Zangezur, y las montañas de Talish. El leopardo del Cáucaso está en peligro de extinción por la caza ilegal.
Aquí también habitan el gato montés, el oso del Cáucaso, el gato salvaje, el tejón, el ciervo, la cabra, la ardilla del Cáucaso, los ratones del campo, etc.

## Reservas estatales

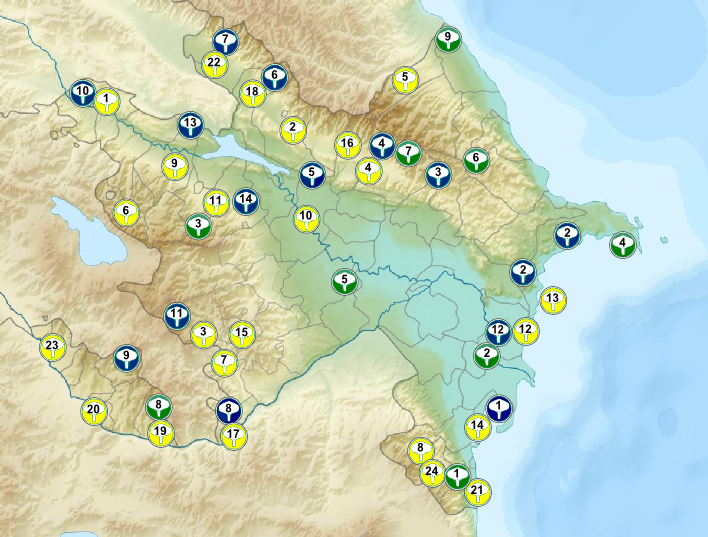
Reservas Estatales de Azerbaiyán

1. Reserva estatal Basut-Chay
2. Reserva estatal Eldar shami
3. Reserva estatal Gara-Yaz
4. Reserva estatal Gizil-Agach
5. Reserva estatal Gobustán
6. Reserva estatal Ilisu
7. Reserva estatal Ismailli
8. Reserva estatal Pirguli
9. Reserva estatal Shahbuz
10. Reserva estatal Shirvan
11. Reserva estatal Turian-Chay
12. Reserva estatal Gara-Gel
13. Reserva estatal Zakatala